# Eremocossus equatorialis
Eremocossus equatorialis är en fjärilsart som beskrevs av Le Cerf 1933. Eremocossus equatorialis ingår i släktet Eremocossus och familjen träfjärilar. Inga underarter finns listade i Catalogue of Life.